# Muncă în schimburi
Munca în schimburi este o metodă de angajare concepută pentru a utiliza sau a furniza servicii în toate cele 24 de ore din 24 din fiecare zi a săptămânii (adesea abreviată ca 24/7). De obicei, aceasta metodă presupune o împărțire a zilei în schimburi, stabilind mai multe perioade de timp în care diferite grupuri de muncitori își îndeplinesc sarcinile. Sintagma „muncă în schimburi” include atât turele de noapte pe termen lung, cât și programele de muncă în care angajații schimbă sau rotesc tura.
În medicină și domeniul  epidemiologiei, munca în schimburi este considerată un factor de risc pentru unele probleme de sănătate a oamenilor, întrucât întreruperea ritmurilor circadiene poate crește probabilitatea de a dezvolta boli cardiovasculare, tulburări cognitive, diabet și obezitate, printre care și alte afecțiuni. De asemenea, munca în schimburi poate contribui la tensiune în relațiile conjugale, familiale și personale. O căsnicie în care un partener lucrează în schimburi neuniforme, are de șase ori mai multe șanse să se termine prin divorț, față de o căsnicie în care ambii parteneri lucrează pe timpul zilei.
Munca în schimburi crește riscul apariției multor dereglări. Dereglarea somnului cauzată de munca în schimburi este o tulburare de ritm circadian caracterizată prin insomnie, somnolență excesivă sau ambele. Munca în schimburi este considerată esențială pentru diagnosticarea acesteia. Riscul de diabet zaharat de tip 2 este crescut la muncitorii în schimburi, în special la bărbați. Oamenii care lucrează în schimburi rotative sunt mult mai vulnerabili decât alții.
Femeile care lucrează în schimbul de noapte au un risc cu 48% mai mare de a dezvolta cancer de sân. Acest lucru poate fi din cauza unor modificări ale ritmului circadian: melatonina, un binecunoscut supresor tumoral, rezultată de obicei pe timpul nopții, iar schimburile de noapte pot deregla secreția acesteia. Agenția Internațională pentru Cercetare a Cancerului a OMS a menționat „munca în schimburi care implică întreruperi circadiene” ca fiind probabil cancerigenă. Munca în schimburi poate crește, de asemenea, riscul apariției altor tipuri de cancer. Munca în schimburi rotative într-un mod regulat pe parcursul unui interval de doi ani a fost asociată cu o creștere cu 9% a riscului de menopauză timpurie, în comparație cu femeile care nu lucrează în ture rotative. Riscul crescut în rândul muncitorilor rotativi în schimbul de noapte a fost de 25% în rândul femeilor predispuse la menopauză prematură. Menopauza timpurie poate cauza mai târziu alte probleme. Un studiu recent a constatat că unsprezece la sută din femeile care au lucrat în schimburi de noapte rotative pe o perioadă mai lungă de șase ani, au fost predispuse la o durată de viață mai scurtă. Femeile care au lucrat în schimburi de noapte rotative mai mult de 15 ani au prezentat, de asemenea, un risc cu 25 la sută mai mare de deces din cauza cancerului pulmonar.
Mai mult, munca în schimburi intensifică riscul de a manifesta dureri de cap repetate, atacuri de cord, oboseală, stres, disfuncții sexuale, depresie, demență, obezitate, tulburări metabolice, tulburări gastro-intestinale, tulburări musculo-scheletice și tulburări la nivelul glandelor reproductive.

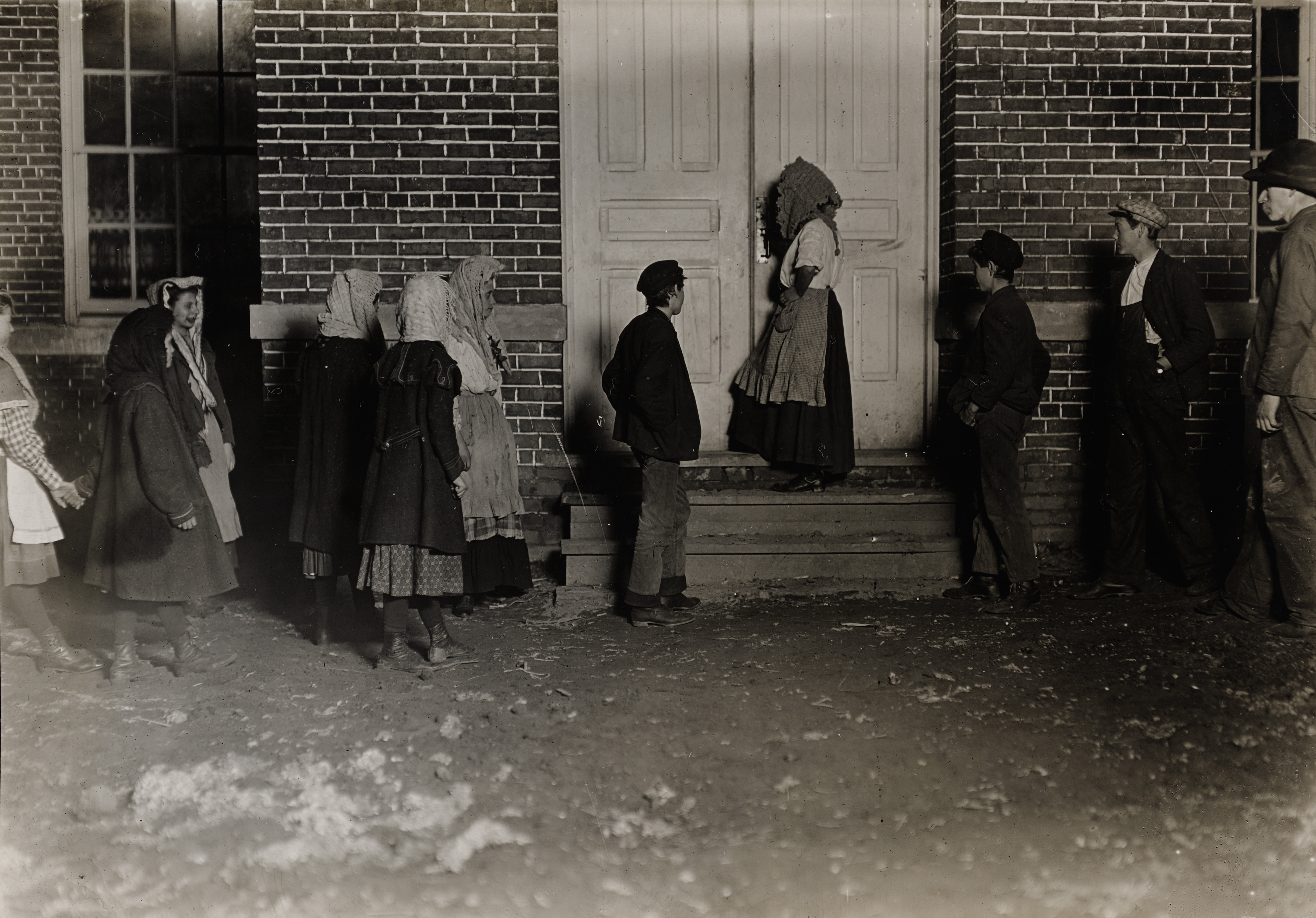
Copii care merg la schimburile de noapte cu durata de de 12 ore în Statele Unite, 1908

Munca în schimburi poate, totodată, agrava bolile cronice, inclusiv tulburările de somn, boli digestive, boli de inimă, hipertensiune, epilepsie, tulburări mentale, abuz de substanțe, astm și oricare alte afecțiuni de sănătate care sunt tratate cu medicamente care au efect asupra  ciclului circadian. Iluminarea artificială poate contribui de asemenea la perturbarea homeostaziei organismului uman. Munca în schimburi poate crește, la fel de bine , riscul unei persoane de a fuma. 
Consecințele lucrului în schimburi asupra sănătății pot depinde de cronotip, adică de a fi o persoană diurnă sau nocturnă și de sarcinile pe care un muncitor este desemnat să le îndeplinească. Când cronotipul individual este opus duratei de schimbare a turei (un muncitor diurn lucrează în schimbul de noapte), există un risc mai mare de întrerupere a ritmurilor circadiene. Muncitorii nocturni dorm în medie cu 1-4 ore mai puțin decât muncitorii diurni.
Programele de schimburi variate vor avea efecte diferite asupra sănătății unui muncitor în schimburi. Modul în care este proiectat modelul de schimbare a turei afectează modul în care muncitorii în schimburi dorm, mănâncă și își petrec concediile. Unele tipare pot exacerba oboseala prin limitarea odihnei, creșterea stresului, suprasolicitarea personalului sau afectarea timpului liber.
Funcționarea normală a musculaturii este, de asemenea, compromisă de către munca în schimburi: somn dereglat și program de servire a meselor instabil. Apar modificări ale hormonilor care reglează pofta de mâncare, mai multe gustări între mese și regiunea centrală  a creierului care nu funcționează corespunzător, modificări ale consumurilor totale de energie. Sporirea  gustărilor, a consumului de alcool și reducerea aportului de proteine. Toți acești factori pot contribui la un nezechilibru proteic, la creșterea rezistenței la insulină și a grăsimilor. Ceea ce poate duce la creșterea în greutate și la perturbarea sănătății pe termen lung.
În comparație cu schimbul din timpul zilei, rănile și accidentele au fost estimate să crească cu 15% în schimburile de seară și 28% în schimburile de noapte. De asemenea, schimburile mai lungi sunt asociate cu mai multe leziuni și accidente: schimburile de 10 ore au avut de 13% mai multe incidente și schimburile de 12 ore au avut de 28% mai mult incidente la locul de muncă decât schimburile de 8 ore. Alte studii au arătat o strânsă legătură între oboseală și accidentele de la locul de muncă. Muncitorii care prezintă insomnie sunt mult mai predispuși să fie răniți sau implicați într-un accident. Pauzele reduc riscurile de accidente.
Un studiu sugerează că, pentru cei care lucrează în schimbul de noapte (cum ar fi 23:00 - 07:00), poate fi avantajos să dormi după-masă (14:00 - 22:00), decât dimineața (08:00 până la 16:00). Subiecții studiați care au dormit seara au avut cu 37% mai puține episoade de insuficiență atențională decât cei care au dormit dimineața.
Se pot identifica patru agenți determinanți principali ai performanței cognitive și al vigilenței asupra muncitorilor în schimburi sănătoși. Acestea sunt: faza circadiană, inerția somnului, lipsa acută de somn și deficitul cronic de somn.
- Etapa circadiană este relativ stabilită la oameni; încercarea de a o schimba astfel încât o persoană să fie alertă în timpul batifazei circadiene este dificilă. Somnul în timpul zilei este mai scurt și mai puțin unificat decât somnul pe timp de noapte.[8] Înainte de un schimb de noapte, muncitorii dorm în general mai puțin decât înainte de un schimb pe timpul zilei.[20]

- Rezultatele inerției de somn se epuizează după un interval de  2-4 ore de insomnie[28] astfel încât majoritatea muncitorilor care se trezesc dimineața și merg la serviciu suferă un anumit grad de inerție de somn la începutul schimbului. Efectele relative ale inerției somnului față de ceilalți factori sunt greu de cuantificat; cu toate acestea, beneficiile somnului par să depășească pagubele asociate cu inerția somnului.

- Lipsa acută a somnului  apare în timpul schimburilor lungi, fără pauze, precum și în timpul turei de noapte, când angajatul doarme dimineața și este treaz după-amiaza, înainte de tura de lucru. Un muncitor în schimbul de noapte cu o durată de somn insuficientă,  în timpul zilei poate fi treaz mai mult de 18 ore până la sfârșitul schimbului său. Efectele lipsei acute de somn  pot fi comparate cu afectarea cauzată de intoxicația cu alcool,[8] cu 19 ore de veghe corespunzătoare unui BAC de 0,05% și 24 de ore de veghe corespunzătoare unui BAC de 0,10%.[6][29] O mare parte din efectul lipsei acute a somnului poate fi însoțit de pui de somn, cu puiuri de somn mai lungi care oferă mai multe beneficii decât puiuri de somn de durate mai scurte.[30] Unele industrii, în special serviciile de pompieri, au permis în mod tradițional lucrătorilor să doarmă în timp ce erau la datorie, în intervalul  apelurilor de serviciu. Într-un studiu al furnizorilor de EMS, schimburile de 24 de ore nu au fost asociate cu o frecvență mai mare a rezultatelor negative de siguranță în comparație cu schimbările mai scurte.[31]

- Deficitul avansat de somn apare atunci când un muncitor doarme mai puține ore decât este necesar în mai multe zile sau săptămâni la rând. Pierderea a două ore de somn nocturn , timp de o săptămână determină efecte similare cu cele observate după 24 de ore de insomnie. După două săptămâni de astfel de deficit, scăderea performanței este similară cu cele observate după 48 de ore de insomnie continuă.[32] Numărul  schimburilor monitorizate într-o lună de către furnizorii EMS a fost categoric asociat  cu frecvența erorilor raportate și  evenimentele nefavorabile.[31]

## Evaluarea somnului în timpul lucrului în schimburi
Un studiu transversal a examinat legătura dintre mai multe criterii de evaluare a somnului și diferite programe de muncă în schimburi (schimburi de 3 zile, 6 zile, 9 zile și 21 de zile) și o echipă de verificare a muncii în schimburi de zi la pompierii coreeni.Rezultatele au constatat că toate grupurile de muncitori în schimburi au prezentat o scădere semnificativă a duratei totale de somn (TST-total sleep time) și a scăzut eficiența somnului în schimbul de noapte, dar eficiența a crescut în ziua în care s-a introdus odihna. Studiul între grupuri a diferitelor echipe de lucru în schimburi a arătat că eficiența somnului în schimbul de zi a fost semnificativ mai mare în schimbul cu durata de 6 zile , în timp ce eficiența somnului în schimbul de noapte a fost semnificativ mai mică în schimbul de 21 de zile în comparație cu alte grupuri de schimburi ( p <0,05) . În general, calitatea somnului în schimbul de noapte a fost mai nefavorabil la muncitorii în schimburi decât cei care tocmai au lucrat în schimbul de zi, în timp ce schimbul de 6 zile a oferit o calitate mai bună a somnului în comparație cu schimbul de 21 de zile. 

## Siguranță și reglementare
S-a demonstrat faptul că munca în schimburi are efecte negative asupra muncitorilor, și a fost clasată precum o tulburare specifică (tulburarea somnului prin intermediul muncii în schimburi). Perturbarea circadiană prin munca pe timpul nopții provoacă simptome precum somnolență excesivă la locul de muncă și tulburări de somn.  Tulburarea somnului prin  intermediul schimburilor duce  ,de asemenea la apariția unui risc mai mare de erorări umane la locul de muncă. Munca în schimburi perturbă abilitatea cognitivă și flexibilitate și afectează atenția, motivația, luare a deciziilor, de vorbire, de vigilență, și performanța generală.
Pentru a diminua efectele negative ale muncii în schimburi asupra securității și sănătății, multe țări au adoptat reglementări privind munca în schimburi. Uniunea Europeană, în directiva sa 2003/88 / CE, a stabilit o limită de 48 de ore a timpului de muncă (inclusiv orele suplimentare) pe săptămână; o perioadă minimă de odihnă de 11 ore consecutive într-un interval de 24 de ore; și o perioadă minimă de 24 de ore de pauză neîntreruptă de odihnă obligatorie pe săptămână (care se adaugă celor 11 ore de odihnă zilnică) Directiva UE limitează, totodată, munca pe timpul nopții care implică „pericole aparte sau activități fizice sau mentale solicitante” la  media de opt ore într-un interval de 24 de ore.   Directiva UE permite derogări limitate de la regulament, iar prevederile speciale permit orele de lucru mai lungi pentru industria transporturilor și muncitorilor dinspre uscat (offshore), muncitorii  de pe navele de pescuit și medicii aflați în formare (a se vedea, de asemenea, orele de lucru ale rezidenților medicali). 
Oboseala acumulată din cauza muncii în schimburi a contribuit la mai multe catastrofe din sfera  industriei, inclusiv accidentul de pe insula Three Mile, dezastrul Space Shuttle Challenger și dezastrul de la Cernobîl. Raportul final al  Comisiei cu  privire la dezastrul din Alaska ,care face referire la deversarea de petrol Exxon Valdez a constatat că este''admisibil” faptul că orele de muncă excesive au contribuit la oboseala echipajului, ce a condus la eșuarea navei.

## Prevenire

### Practicile de management

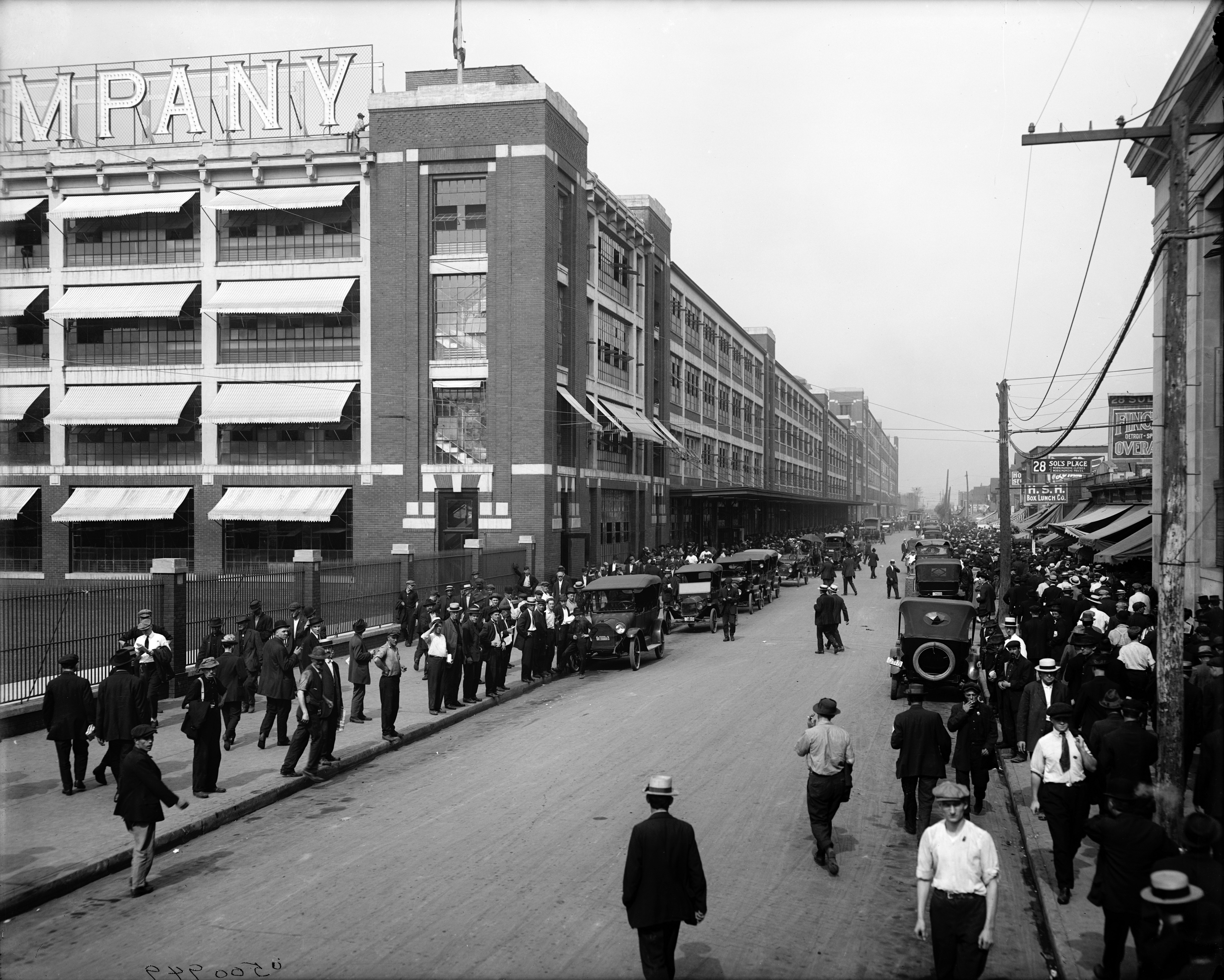
Schimbul de la ora 4 la uzina de asamblare Ford Motor Company din Detroit, Michigan, anii 1910

Practicile și politicile puse în aplicare de către manageri asupra operațiunilor non-stop sau 24 de ore din 24 pot influența considerabil vigilența (și, prin urmare, siguranța) și performanța muncitorilor în schimburi.
Controlorii de trafic aerian lucrează de obicei 8 ore pe zi, în 5 zile din săptămână. Cercetările au demonstrat că atunci când controlerele rămân „în poziție” mai mult de două ore, chiar și la un nivel redus de trafic aerian, performanța se poate deteriora imediat, astfel încât acestea sunt de obicei plasate „în poziție” pentru intervale de 30 de minute (cu pauze de 30 de minute între intervale).
Aceste practici și politici pot include selecția unui program de schimb sau tabel adecvat și utilizarea unui software de programare a angajaților pe care aceștia să-l respecte, stabilirea duratei schimburilor, gestionarea orelor suplimentare, creșterea nivelului de iluminare, furnizarea unei instruiri al stilului de lucru al muncitorilor în schimburi, compensarea pensionării pe baza salariului din ultimii câțiva ani de muncă (care pot încuraja orele suplimentare  în rândul muncitorilor în vârstă care nu ar putea reuși să obțină un somn adecvat) sau monitorizarea și angajarea de noi lucrători în schimburi care evaluează adaptabilitatea la  programul de muncă în schimburi. Impunerea unui minim de 10 ore între schimburi este o strategie eficace pentru a încuraja un somn adecvat pentru muncitori. Permiterea pauzelor frecvente și implementarea unor schimburi cu durata de 8 sau 10 ore în loc de schimburi cu durată de 12 ore poate, de asemenea, reduce la minimum oboseala și poate contribui la atenuarea efectelor negative asupra sănătății în cadrul muncii în schimburi.

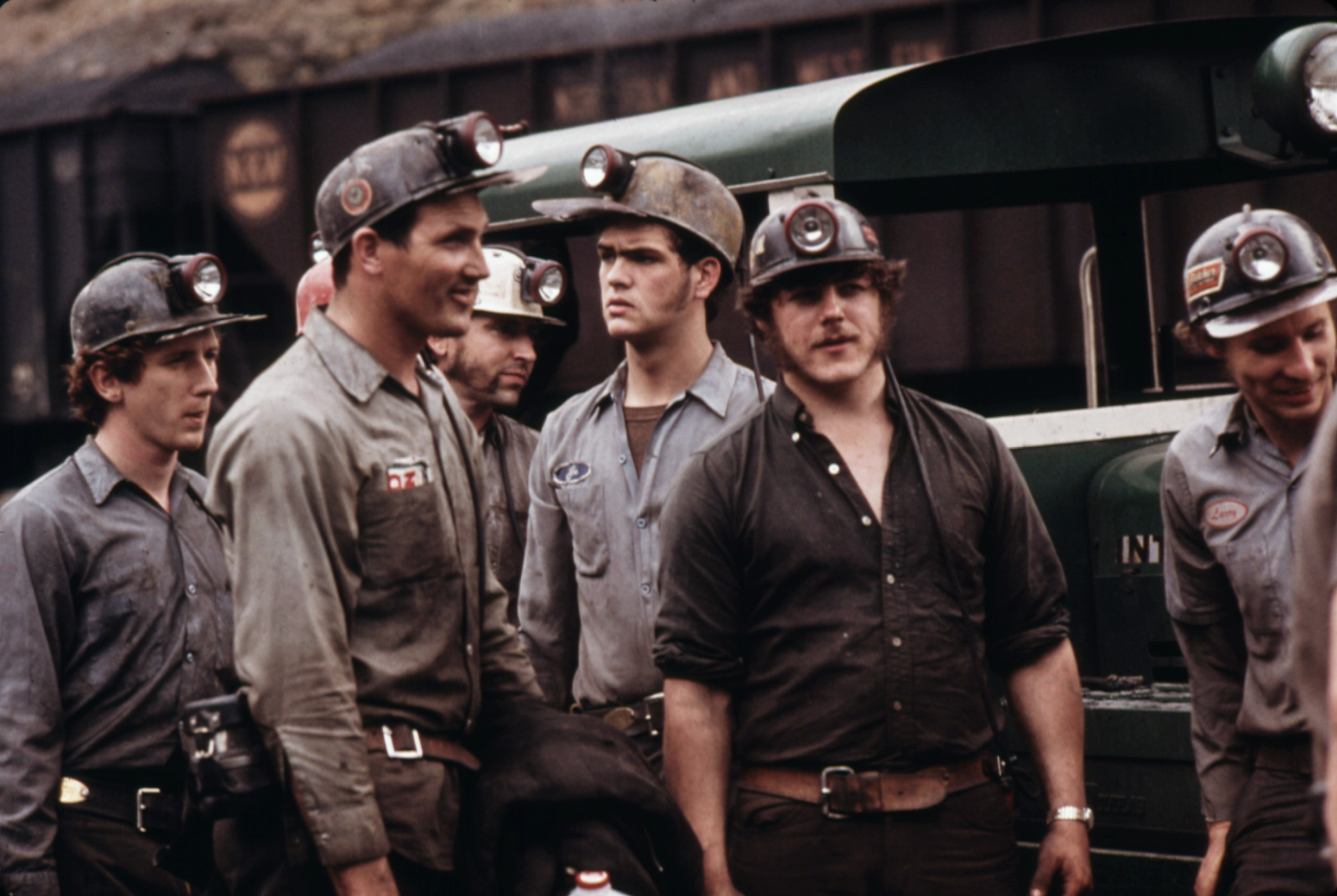
Minerii care așteaptă să meargă la munca în schimburi de la 16:00 la miezul nopții în Virginia-Pocahontas Coal Co., 1974

Mai mulți factori trebuie luați în considerare atunci când se elaborează programe optime de muncă în schimburi, inclusiv sincronizarea schimbărilor, dimensiunea acestora, frecvența și durata pauzelor în timpul schimburilor, succesiunea schimburilor, timpul de deplasare al muncitorilor, precum și stresul psihic și fizic al locului de muncă. Chiar dacă studiile susțin faptul că schimburile de 12 ore sunt asociate cu pagube profesionale crescute și  accidente (procentaje mai mari ulterioare,cu schimbări  succesive), o sinteză a dovezilor menționează importanța tuturor factorilor atunci când se ia în considerare siguranța unui schimb.
Munca în schimburi a fost cândva caracteristica principală a industriei de fabricație, unde are un efect clar de creștere a utilizării echipamentelor de capital (mijloace de producție)și permite producția de până la trei ori mai mare decât a unei zile de schimburi. Acesta contrastează cu utilizarea orelor suplimentare pentru a crește producția la marjă. Ambele abordări implică costuri salariale mai mari. Deși nivelurile de eficiență ale muncitorilor din al doilea schimb sunt de obicei cu 3-5% sub primul schimb, iar a 3-lea schimb cu 4-6% sub a 2-lea schimb, nivelul de productivitate, adică costul pe angajat, este adesea cu 25% până la 40% mai mic la schimburile 2 și 3 din cauza costurilor fixe care sunt „achitate” de către primul schimb.

### Sistem de muncă în schimburi
Săptămâna care conține de 42 de ore lucrătoare permite distribuirea cât mai uniformă a timpului de muncă. Un raport 3:1 dintre zilele de muncă și zilele libere este cel mai eficient pentru schimburile cu durata de opt ore, iar un raport 2:2 dintre zilele de muncă și zilele libere este cel mai eficient pentru schimburile cu durata de douăsprezece ore. Schimburile  de opt ore și schimburile de douăsprezece ore sunt frecvente în fabricație și asistență medicală. Schimburile de 12 ore sunt de asemenea utilizate cu o rotație foarte lentă în industria petrolieră. Schimburile de 24 de ore sunt frecvente în serviciile de îngrijire a sănătății și serviciile de urgență.

### Program și plan de schimburi
Planul de schimburi sau rotație este componenta centrală a unui program de schimburi. Programul include considerente privind o suprapunere a  schimburilor, timpii de rotație a schimburilor și armonizarea cu intervalul orar, vacanțele, instruirea, diferențele de schimburi, sărbătorile etc., în timp ce planul de schimburi determină succesiunea zilelor de lucru și zilelor libere din cadrul unui sistem de schimburi.
Rotația schimburilor poate fi rapidă, în care un muncitor schimbă tura mai mult de o dată pe săptămână, sau lentă, în care un muncitor schimbă tura mai puțin de o dată pe săptămână. Rotația poate fi, de asemenea, în avans, când următorul schimb începe mai târziu sau retrograd, când un schimb ulterior începe mai devreme. Dovezile susțin ca rotația schimburilor în avans este mai adaptabilă pentru fiziologia circadiană a muncitorilor în schimburi.
O preocupare principală a muncitorilor în schimburi este cunoașterea programului lor pe o perioadă mai lungă de două săptămâni la un moment dat. Munca în schimburi este stresantă. Când se află în rotație de schimburi sau ture care adoptă politica schimbărilor, muncitorii trebuie să-și facă griji cu privire la igiena de zi cu zi, la întâlnirile personale și la gestionarea gospodăriilor lor. Mulți dintre aceștia lucrează deja mai mult de un schimb cu o durată de opt ore. Unele dovezi sugerează că acordarea programelor angajaților cu mai mult de o lună în avans ar oferi un preaviz corespunzător și ar permite planificarea, astfel încât nivelul de stres al acestora ar fi redus.

## Management
Deși munca prin intermediul schimburilor rămâne obligatorie în multe profesii, angajatorii pot atenua unele dintre consecințele negative asupra sănătății ale muncii în schimburi. Institutul Național pentru siguranța și sănătatea ocupațională din SUA recomandă angajatorilor să evite schimbările rapide de ture având în vedere faptul că orice program rotativ de schimburi ar trebui să se rotească în avans. Angajatorii ar trebui, de asemenea, să încerce să reducă la minimum numărul de schimburi consecutive de noapte, turele de muncă de lungă durată și orele suplimentare. Un mediu de lucru slab poate exacerba presiunea muncii în schimburi. Iluminarea adecvată, aerul curat, căldura și aerul condiționat adecvate cât și zgomotul redus pot face munca în schimburi să fie mai  ușor de suportat pentru lucrători.
Se recomandă o  igienă corectă pe durata somnului. Aceasta include blocarea zgomotului și a luminii în timpul somnului, menținerea unei rutine de somn regulate și previzibile, evitarea alimentelor grele și a alcoolului înainte de somn și dormitul într-un mediu confortabil și răcoros. Consumul de alcool, consumul de cofeină și mesele abundente cu câteva ore înainte de somn pot agrava tulburările de somn la locul de muncă. Efectuarea exercițiilor fizice cu trei ore înainte de culcare pot face dificilă adormirea. 
Sunt disponibile programe online de pregătire gratuită pentru a educa lucrătorii și managerii asupra riscurilor asociate muncii în schimburi și strategiile pe care le pot folosi pentru a le preveni.

### Programă

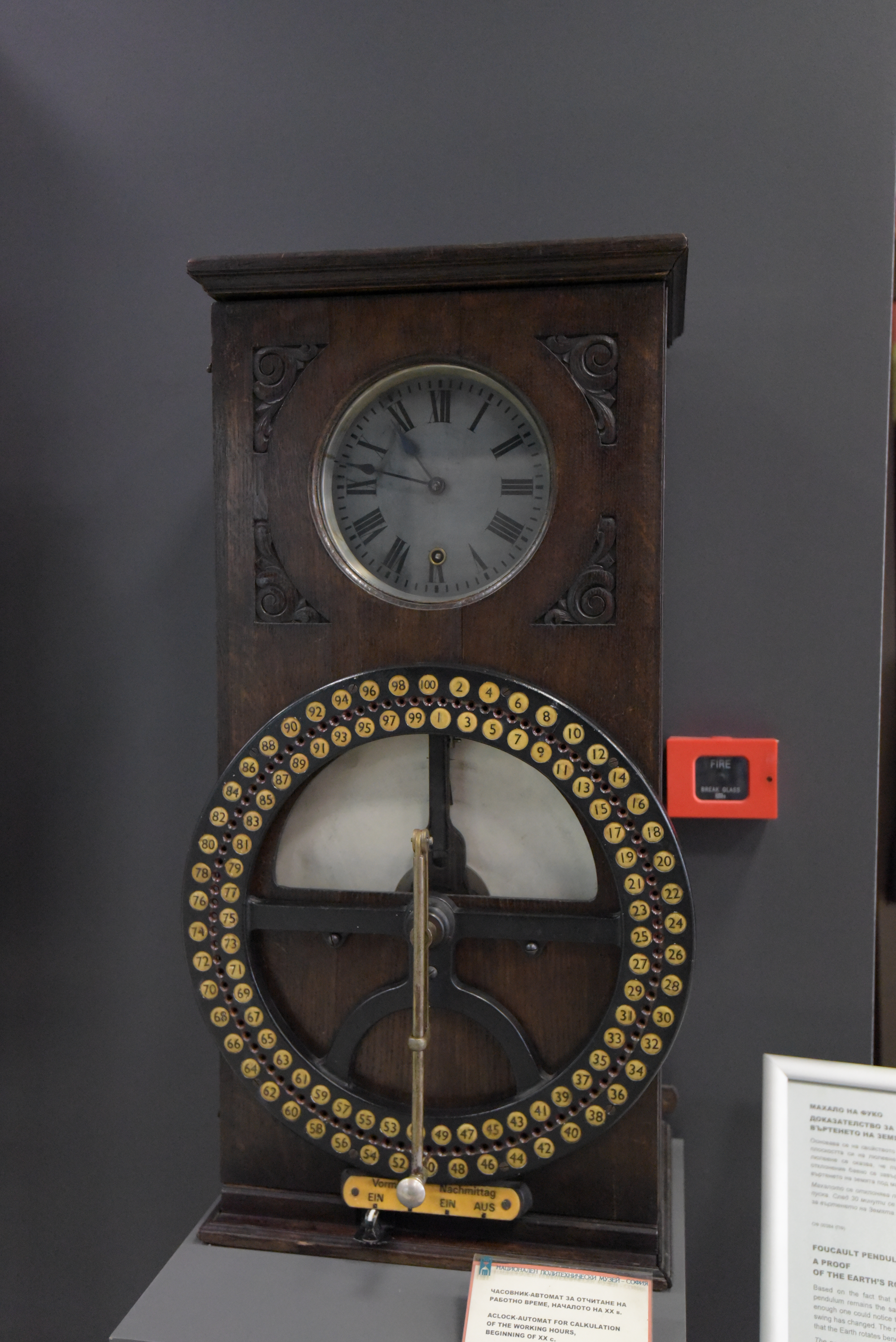
Un dispozitiv bazat pe ceas pentru înregistrarea programului de muncă al lucrătorilor, de la începutul secolului al XX-lea. Expoziție a Muzeului Național Politehnic din Sofia, Bulgaria

Planificarea algoritmică a lucrului în schimburi poate duce la ceea ce a fost denumit în mod colocvial „clopening”(close și opening) unde muncitorul în schimburi trebuie să lucreze tura de închidere a zilei în curs și tura de deschidere a zilei următoare, una după alta, rezultând perioade scurte de odihnă între schimburi și oboseală acumulată. Cooperarea dintre angajați în procesul de completare al  listei de schimburi ajută la asigurarea faptului că costurile umane  sunt luate în considerare într-o manieră dificil de realizat de către un algoritm, deoarece ar presupune cunoașterea și înțelegerea constrângerilor și considerațiilor fiecărui muncitor în schimburi luate separat și atribuirea fiecărei matrice a costurilor a acestor factori. Angajarea pe baza sistemului de schimburi, care este un concept de recrutare ce angajează persoane pentru schimburi individuale, mai de preferat decât angajarea personalului înainte de a-i programa în schimburi, permite muncitorilor în schimburi să manifeste preferințele și disponibilitățile pentru turele incomplete printr-un mecanism de schimb de oferte. Prin acest proces, orele de schimb sunt echilibrate mai degrabă de un mecanism de piață condus de om, decât de un proces algoritmic. Această franchețe poate duce la ore de lucru adaptate stilului de viață și programului individului, asigurând faptul că în același timp schimburile sunt completate în mod optim, în contrast cu urmările umane în general slabe de oboseală, stres, înstrăinare față de prieteni și familie și probleme de sănătate care au fost comunicate cu ajutorul programării algoritmice a schimburilor de lucru. 
Venitul absent este, de asemenea, o parte importantă a lucrului în schimburi. Mai multe companii desfășoară schimburi cu durata de douăzeci și patru de ore. Cea mai mare parte a muncii se face în timpul zilei. Când munca are un ritm mai lent, de obicei muncitorii din al doilea și al treilea schimb suportă consecințele. Acestora li se spune să plece mai devreme sau să folosească zilele libere plătite doar dacă le pot compensa diferența din salariile lor. Această practică costă muncitorul în medie 92,00 USD pe lună.

### Medicamentație
Melatonina poate crește durata somnului atât în timpul zilei, cât și în timpul nopții la persoanele care lucrează în schimburi de noapte. Zopiclona a fost, de asemenea, examinată ca tratament potențial, dar este neclar dacă este eficientă în creșterea duratei somnului în timpul zilei asupra muncitorilor în schimburi. Cu toate acestea, nu există informări privind efecte adverse.
Modafinil și R-modafinil sunt folositoare pentru a îmbunătăți vigilența și a reduce somnolența celor care lucrează  în schimburi.  Modafinil are un risc scăzut de dependență în comparație cu alți agenți similari. Cu toate acestea, cu 10% mai mulți participanți au raportat efecte adverse (greață și cefalee) în timp ce li s-au administrat modafinil. În observația după punerea pe piață, modafinilul a fost asociat cu sindromul Stevens-Johnson . Agenția Europeană pentru Medicamente a retras licența modafinilului pentru muncitorii în schimburi de pe piața Europeană, deoarece a considerat că beneficiile nu au contrabalansat efectele adverse. 
Consumul de cofeină și somnul în timpul zilei înainte de schimbul de noapte poate reduce somnolența. Totodată, s-a dovedit faptul că cofeina reduce erorile comise de muncitorii în schimburi.

## Epidemiologia

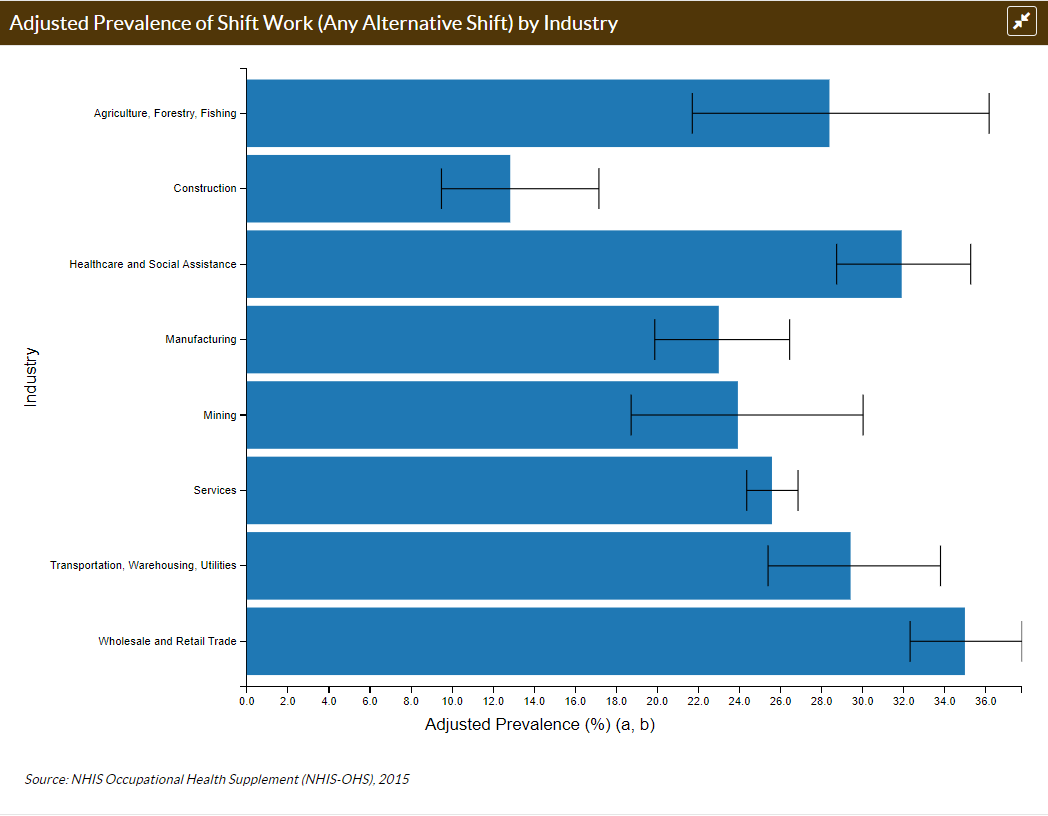
Diagramele sănătății muncitorilor oferă o distribuție a muncii în schimburi pe ramuri de activitate începând cu datele NHIS din 2015.

Conform informațiilor din Sondajul Național de Intervievare și Suplimentarea pentru sănătatea ocupațională, în anul 2015 27% din toți muncitorii din SUA  au lucrat într-un schimb alternativ (nu într-un schimb al unei zile obișnuite) și 7% au lucrat frecvent într-un schimb de noapte. Procentajele predominante au fost mai ridicate pentru muncitorii cu vârste cuprinse între 18 și 29 de ani, în comparație cu alte vârste. Persoanele care au nivel de educație, altul decât cel al liceului au avut un procentaj de frecvență mai scăzut al  schimburilor alternative de lucru, în comparație cu muncitorii cu studii mai puține. Dintre toate ocupațiile,  serviciile de protecție au avut cea mai mare frecvență de a lucra într-un schimb alternativ (54%).
Unul dintre modurile prin care munca în schimburi alternative poate afecta sănătatea este reducerea ocaziilor de a dormi. Dintre toți muncitorii, cei care au lucrat în mod obișnuit în schimbul de noapte au avut o frecvență  mult mai mare a duratei minime de somn (44,0%, reprezentând aproximativ 2,2 milioane de muncitori în schimbul de noapte) decât cei care au lucrat în schimbul de zi (28,8%, reprezentând aproximativ 28,3 milioane de muncitori în schimbul de zi). O frecvență deosebit de ridicată a duratei minime a somnului a fost raportată de muncitorii care se deplasează pe timp de noapte în sectorul transporturilor și depozitelor (69,7%) și al asistenței medicale și sociale (52,3%).

## Industriile
Se estimează că 15-20% dintre muncitorii din țările industrializate sunt angajați pe baza lucrului în schimburi. Munca în schimburi este comună și în sectorul transporturilor. Unele dintre primele exemple au apărut în cazul căilor ferate, unde trenurile de marfă au trasee clare de parcurs pe timpul  nopții.
Munca în schimburi este,de asemenea, etalon în domeniile din sfera  protecției publice și asistenței medicale, cum ar fi aplicarea legii, serviciile medicale de urgență, stingerea incendiilor, securitatea și spitalele. Munca în schimburi este un factor care  în multe cazuri contribuie la erori medicale. Munca în schimburi a fost adesea comună în forțele armate. Personalul militar, piloții și alte cadre care schimbă în mod regulat fusurile orare în timp ce efectuează experiența de muncă în schimburi, în consecință suferă de tulburări de somn. 
Personalul din domeniul meteorologiei, cum ar fi Serviciul Național de Meteorologie și companiile private de prognoză, folosesc, de asemenea, munca în schimburi, deoarece este necesară monitorizarea constantă a vremii. O mare parte din serviciile de internet și industria telecomunicațiilor au adoptat sistemul de muncă în schimburi pentru a menține operațiunile și timpul de funcționare la nivel mondial.
Industriile de exploatare mizează în prezent tot mai des pe un sistem în schimburi; de exemplu, un restaurant sau magazin obișnuit va fi deschis în mod normal aproape în fiecare zi pentru mai mult timp decât programul stabilit în acea zi lucrătoare.
Există multe ramuri industriale care necesită acoperire 24/7, care angajează lucrători pe principiul muncii în schimburi, printre care:
- Îngrijitor
- Asistență profesională directă
- Serviciu clienți, inclusiv centre de apel
- Îngrijirea morților ( medic legist )
- Serviciile de urgență
  - Politie
  - Pompieri
  - Servicii medicale de urgență
- Divertisment
  - Muncitorii cazinoului
- Sănătate
  - Muncitori funerari
- Ospitalitate
- Logistică și transport
  - Căile ferate
  - Echipajul navei
- Manufactură
- Militar
- Utilități publice 
  - Energie nucleara
  - Combustibil fosil
  - Energie solară, eoliană și hidro
- Vânzare cu amănuntul
- Telecomunicații
  - Televiziune
  - Difuzarea radio
- Securitate
- Vreme

## Vezi si
- Efectele orelor suplimentare
- Instrument de programare pentru evitarea oboselii
- Diagrama Gantt
- Cancerul profesional
- Somnul
- Schimb divizat